# Gumercindo Oyarzo
Gumercindo Oyarzo Vargas (Achao, Chile, 1892-Chillán, 3 de enero de 1981) fue un profesor, pintor y músico chileno.

## Biografía
Se graduó como Profesor de Estado de Dibujo en el Instituto Pedagógico de la Universidad de Chile. Llegó a Chillán en 1915 para desempeñarse como profesor de artes del Liceo de Hombres de Chillán, siendo clave en la enseñanza, tanto de artistas y arquitectos, como otros referentes locales, entre los que se encuentran Armando Lira, Carlos Abarzúa Zapata, Humberto Contreras, Jorge Chaves, Ramón Toro, Walterio Millar, y Alejandro Witker.
En 1929, es parte de la fundación del Grupo Tanagra. Se desempeñó como presidente de la Escuela de Cultura Artística Claudio Arrau y de la Sociedad Musical Santa Cecilia. Fue principal promotor y defensor del modelo de construcción moderno de la Catedral de Chillán, tras el Terremoto de Chillán de 1939.

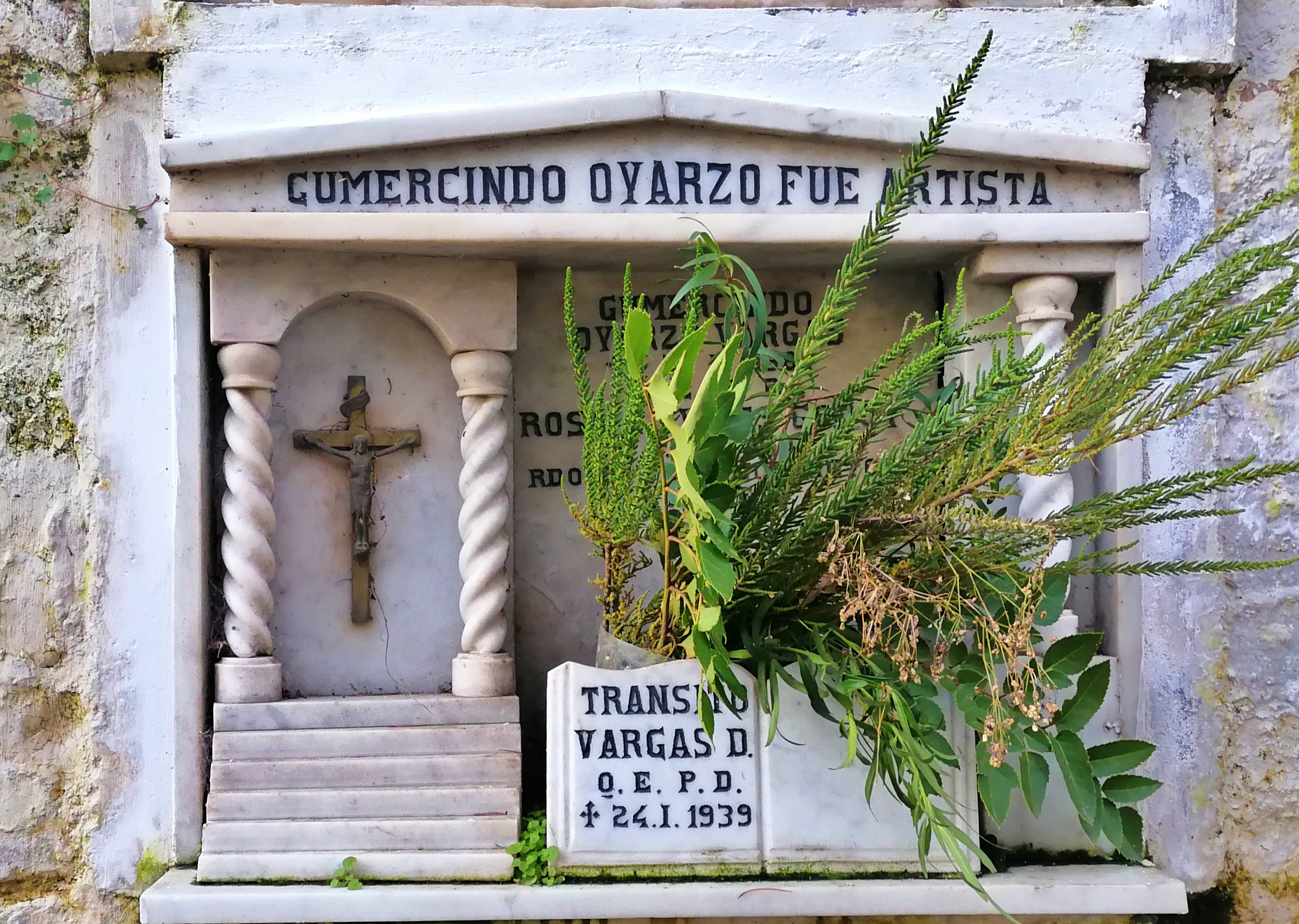
Nicho de Gumercindo Oyarzo en Cementerio Municipal de Chillán

Sus últimos años los vivió en la localidad de Los Lleuques, donde tenía su vivienda construida por él. Tras su fallecimiento, sus restos descansan en el Cementerio Municipal de Chillán.

## Premios
- Medalla de Plata en la Exposición Iberoamericana de Sevilla, España (1929),[2]
- Premio Municipal de Arte de Chillán, Ilustre Municipalidad de Chillán (1956),[2]
- Medalla de Oro en el Salón Nacional de Santiago de Chile (1975)[2]